# Linje 3A
|  | Denne artikel omhandler buslinje 3A i København. For linjen med samme nummer i Aarhus, se A-bus (Aarhus). |
Linje 3A var en buslinje i København mellem Nordhavn st. og Kongens Enghave, Valbyparken. Linjen var en del af Movias A-busnet og var i sine sidste år udliciteret til Umove, der drev linjen fra sit garageanlæg i Glostrup. Med ca. 5 mio. passagerer i 2018 var den en af de mest benyttede af Movias buslinjer. Linjen var en tværlinje, der krydsede en række andre linjer både en og to gange undervejs. Undervejs betjente den Østerbro, Nørrebro, Frederiksberg og Vesterbro.
Linje 3A blev oprettet 14. december 2003, hvor den erstattede den hidtidige linje 3. Linjeføringen var forholdsvis stabil med undtagelse af en mindre omlægning på Nørrebro. Fra oktober 2014 til december 2015 var der forsøg med en batteridreven bus på linjen. Fra august 2016 til januar 2019 var der forsøg med to eldrevne busser med opladning ved endestationerne. Linjen blev nedlagt 13. oktober 2019 som følge af åbningen af metroens Cityringen. Den blev erstattet af linje 1A, 9A og 14 på forskellige dele.

## Historie
Linje 3A blev oprettet sammen med linje 4A 14. december 2003 som den femte og sjette linje i det nye A-busnet, der etableredes i 2002-2003. Baggrunden for etableringen var anlægget af den første metro i København, der medførte store påvirkninger af busnettet. I den forbindelse valgte man at nytænke nettet med seks grundlæggende stambuslinjer med direkte linjeføringer og hyppig drift suppleret af et antal andre linjer. I de første planer fra 2000 var en de seks foreslåede stambuslinjer en linje med arbejdsnummeret S5 fra Nordhavn st. ad Blegdamsvej, H.C. Ørsteds Vej og Enghavevej til Valbyparken. Linjeføringen var identisk med den hidtidige linje 3, som den nye linje kom til erstatte.
Efter etableringen var linjeføringen forholdsvis stabil. Vejarbejder og lignende satte dog af og til sit præg, som i 2005 da linjen måtte en tur om ad Classensgade i retning mod Kongens Enghave i nogle måneder, mens der var vejarbejde på Nordre Frihavnsgade. Af tilsvarende årsager var linjen forbi Bülowsvej i 2012 og Vordingborggade i 2013. Kun ved Nørrebrogade fandt der en permanent ændring sted. Oprindelig kørte linjen fra Sankt Hans Torv ad Elmegade til Stengade, men 1. oktober 2008 omlagdes den ad Fælledvej og Nørrebrogade i forbindelse med forsøg med fredeliggørelse af Nørrebrogade. Her fik den så samtidig fælles stoppested med linje 5A og 350S. Forsøget blev efterhånden permanent, og det samme gjorde omlægningen. En længere periode i 2011 betød vejarbejde dog ensretning af Nørrebrogade, så linje 3A imens igen måtte en tur om ad Elmegade i retning mod Kongens Enghave.
24. marts 2013 indførtes der drift døgnet rundt på de fleste københavnske A-buslinjer. I den forbindelse erstattede linje 3A natbuslinje 80N, der havde haft samme linjeføring som linje 3A og linje 3 før den. Forskellen var dog, at linje 80N kun havde kørt et par timer nat efter fredag og lørdag, hvor linje 3A nu kom til at køre hele natten hele ugen.
18. februar 2018 blev linje 3A omlagt ad Borgmester Christiansens Gade - Ellebjergvej - Stubmøllevej. Årsagen var anlæggelsen af Sydhavnsmetroen, herunder den kommende Mozarts Plads Station.

### Forsøg med elbusser
I marts 2011 lagde Movia op til forsøg med to elbusser i fuld størrelse i København. På det tidspunkt kørte der små elbusser på linje 11A, men deres batterier var for små til traditionelle 12 m-busser som dem på linje 3A. Imidlertid var teknologien efterhånden nu så langt fremme, at der som forsøg kunne indsættes to store elbusser fra den kinesiske producent BYD. De skulle kunne køre ca. 250 km efter en opladning på 4-6 timer, og forventedes at kunne nedbringe CO2-udledningen med 55 %, ligesom den lokale partikelforurening helt kunne undgås. Leveringen af busserne lod dog vente på sig, og først 8. november 2013 kunne de præsenteres på Rådhuspladsen. Efterfølgende blev de indsat på linje 12 og 40, så man kunne få erfaringer med teknologi, stabilitet og økonomi. I oktober 2014 blev elbussen på linje 40 flyttet til linje 3A, hvor den kørte indtil forsøgets planmæssige afslutning i december 2015. Erfaringerne var at elbussen havde højere købs- og driftsomkostninger end dieselbusser, blandt andet på grund af den høje elafgift. Desuden var busserne ude af drift i over en trediedel af de dage, hvor de skulle have kørt, for eksempel på grund af tekniske problemer eller mangel på indøvede chauffører. Når busserne var i drift, kørte de dog stabilt.
Samtidig med præsentationen i 2013 gjorde man sig imidlertid også tanker om andre former for miljøvenlige busser, heriblandt elbusser med opladning undervejs. Det ville give længere rækkevidde men også afhængighed af steder at lade op, hvilket ville være sårbart i forbindelse med omlægninger, ligesom det krævede tid til opladning. De praktiske erfaringer med det fik man på linje 3A, for som en del af det almindelige udbud af linjen i 2014, blev det besluttet at indsætte to elbusser med opladning ved endestationerne som forsøg i to år. Busser og udstyr til opladning blev finansieret af Københavns Kommune. Efter et udbud blev det i oktober 2015 besluttet at finske Linkker skulle levere de to 40 kWh elbusser, og nederlandske Schunk/Heliox levere ladestationerne på 200 kW.
Busserne, der var grønne med gule fronter og røde hjørner, blev sat i drift ved et arrangement ved endestationen ved Valbyparken 29. august 2016. Ladestationer var sat op her og ved Nordhavn st. De var udformet nærmest som køreledningsmaster med en lader over vejbaner. På busserne var der en pantograf, der blev hævet op til laderen, hvor de så fik strøm på tre minutter under det almindelige endestationsophold. Derudover blev busserne ladet op i garagen. Busserne kørte på linje 3A i 2½ år, indtil de blev taget ud af drift med udgangen af januar 2019. Derefter blev de to ladestationer taget ned. Det forventedes at en endelig evaluering af forsøget ville foreligge i august 2019.

### Nedlæggelsen
29. september 2019 åbnede Metroselskabet metrostrækningen Cityringen. Det kom blandt andet til at berøre linje 3A, hvis strækning Cityringen kom til at krydse ved de nye Trianglen og Enghave Plads Stationer. Mange andre linjer blev også berørt, så derfor ændrede Movia det københavnske busnet 13. oktober 2019 til det, de kaldte for Nyt Bynet. Grundlaget for ændringerne blev skabt i forbindelse med udarbejdelse af Trafikplan 2016, der blev godkendt af Movias bestyrelse 23. februar 2017. Planerne blev efterfølgende mere konkrete med præsentationen af Nyt Bynet i januar 2018 med enkelte efterfølgende ændringer.
Nyt Bynet medførte blandt andet, at linje 3A blev nedlagt, idet den blev erstattet af andre linjer på forskellige dele. Størstedelen af strækningen, fra Trianglen til krydset Enghavevej/Vigerslev Allé blev erstattet af en kraftigt omlagt linje 1A, mens en ligeledes omlagt linje 9A kom til at betjene strækningen fra Frederiksberg Allé til Valbyparken. Linje 9A skulle godt nok have kørt ad en ny rute ad Platanvej og Vesterfælledvej, men den blev omlagt ad Kingosgade og Enghavevej indtil videre, fordi Platanvej var spærret. På det nordligste stykke fra Trianglen til Nordhavn st. var det ikke oprindeligt meningen, at der skulle køre andre buslinjer i stedet for linje 3A. Det gav imidlertid anledning til lokale protester, så 19. april 2018 besluttede Københavns Borgerrepræsentation, at linje 14 skulle omlægges via Nordre Frihavnsgade - Nordhavn st. - Strandboulevarden som kompensation.
Nedlæggelsen blev markeret et par dage før ved, at Sporvejsmuseet Skjoldenæsholm kørte et par gratis omgange med veteranbussen KS 322 11. oktober 2019. Bussen stammer fra 1968, det år hvor linje 3A's forgænger linje 3 blev omstillet fra sporvogns- til busdrift. Både sporvogns- og buslinjen havde en stor del af linjeføringen til fælles med linje 3A om end med forlængelser i begge ender.
I de sidste fire år før nedlæggelsen blev linje 3A betjent af busser af typen VDL Citea LLE 120, der var fælles med linje 9A. 18 af de tilsammen 40 busser fik fjernet deres røde hjørner i tiden op til nedlæggelsen, hvorefter de blev indsat på de nye linjer 23, 171 og 172 samt på den eksisterende linje 388.

## Linjeføring
Linje 3A kørte mellem Nordhavn st. og Kongens Enghave, Valbyparken. Ved Nordhavn st. vendte bussen i en større sløjfe ad Nordre Frihavnsgade - Østbanegade - Århusgade - Strandboulevarden med endestation på Østbanegade i en mindre busterminal langs med stationen. Med Nordre Frihavnsgade kom linjen til Trianglen med indgangen til Fælledparken. Herefter fortsatte den ad Blegdamsvej forbi Den Danske Frimurerordens stamhus, Rigshospitalet og Panum Instituttet til Sankt Hans Torv. Linjen fortsatte derfra ad Fælledvej og drejede om ad Nørrebrogade, hvor der var fælles stoppesteder med linje 5C og 350S. Herefter zigzaggedes videre ad Stengade forbi Folkets Park og ad Korsgade til Griffenfeldsgade.
Linjen fortsatte lige ud ad H.C. Ørsteds Vej og Alhambravej og efter et skævt kryds ved Frederiksberg Allé videre ad Kingosgade til Enghavevej. Med denne passerede linjen mellem Enghaveparken og Enghave Plads og senere langs med jernbaneterrænet på Vesterbro. Nær enden af vejen kørte linjen under Sydhavn st. og kort efter drejes om ad Borgbjergsvej til Mozarts Plads i kvarteret Musikbyen. Herfra kørte den rundt ad Borgmester Christiansens Gade - Ellebjergvej - Stubmøllevej før det sidste stykke ad Hammelstrupvej til endestationen, hvor der vendtes i en rundkørsel ved indgangen til Valbyparken.

## Fakta
- Linjeføring

Nordhavn st. – > Århusgade > Strandboulevarden >(/< Østbanegade <) – Nordre Frihavnsgade – Trianglen – Blegdamsvej – Sankt Hans Torv – Fælledvej – Nørrebrogade – Korsgade – Griffenfeldsgade – H.C. Ørsteds Vej – Alhambravej – Kingosgade – Enghavevej – Enghave Plads – Enghavevej – Sydhavns Plads – Sydhavnsgade – Borgbjergsvej > Mozarts Plads >(/< Sigvald Olsens Gade < Louis Pios Gade <) – Borgmester Christiansens Gade – Ellebjergvej – Stubmøllevej – Hammelstrupvej – Kongens Enghave, Valbyparken.
- Overordnet linjevariant
  - Nordhavn st. – Kongens Enghave, Valbyparken[41]

- Vigtige knudepunkter
  - Nordhavn st., Trianglen, Blegdamsvej, Nørrebrogade, Åboulevarden, Rosenørns Allé, Gammel Kongevej, Vesterbrogade, Enghave Plads, Mozarts Plads.

- Materiel[39]
  - 40 VDL Citea LLE 120, garageret hos Umove, Glostrup (fælles med linje 9A)

| Entreprenør | Entreprenør                   |
| Fra         | Entreprenør, anlæg            |
| ----------- | ----------------------------- |
| 14-12-2003  | Connex Danmark, Vasbygade     |
| 01-05-2006  | Veolia Transport, Vasbygade   |
| 01-09-2007  | Arriva Skandinavien, Vabygade |
| 16-03-2008  | Arriva Skandinavien, Ryvang   |
| 13-12-2015  | Umove, Glostrup               |

| År          | 2016      | 2017      | 2018      | 2019      |
| ----------- | --------- | --------- | --------- | --------- |
| Passagertal | 4.969.234 | 5.046.775 | 4.999.350 | 3.609.072 |

## Kronologisk oversigt
Nedenfor er der gjort rede for permanente og længerevarende midlertidige ændringer. Der er set bort fra ændringer af få dages varighed og de til tider temmelig omfattende ændringer ved sportsbegivenheder, demonstrationer, statsbesøg og lignende. For linje 3A var det typisk Nørrebrogade, der blev berørt ved sådanne lejligheder, så linjen måtte omlægges ad Fredensbro - Øster Søgade - Nørre Søgade - Åboulevard.
| Rutehistorik            | Rutehistorik |
| Dato/periode            | Ændring |
| ----------------------- | --- |
| 14-12-2003              | Linje 3A oprettes ad følgende rute: Nordhavn st. – > Århusgade > Strandboulevarden >(/< Østbanegade <) – Nordre Frihavnsgade – Trianglen – Blegdamsvej – Sankt Hans Torv – Elmegade – Stengade – Korsgade – Griffenfeldsgade – H.C. Ørsteds Vej – Alhambravej – Kingosgade – Enghavevej – Enghave Plads – Enghavevej – Sydhavns Plads – Sydhavnsgade – Borgbjergsvej – Mozarts Plads – Mozartsvej – Hammelstrupvej – Kgs. Enghave, Valbyparken. Linjen erstatter fuldstændigt linje 3, der nedlægges. |
| 27-06-2005 – 15-11-2005 | Omlægges i retning mod Kgs. Enghave ad Strandboulevarden – Classensgade – Østerbrogade – Trianglen og videre ad sædvanlig rute. Omlægningen skyldes vejarbejde på Nordre Frihavnsgade. |
| 01-10-2008              | Omlægges i begge retninger ad Nørrebrogade - Fælledvej med fælles busstop med linje 5A og 350S på Nørrebrogade. Omlægningen skyldes Københavns Kommunes forsøg med delvis lukning af Nørrebrogade for biltrafik og gøres efterhånden permanent. |
| 29-03-2011 - 05-01-2012 | Omlægges til gammel rute ad Elmegade i retning mod Kgs. Enghave på grund af ombygning af Nørrebrogade. |
| 04-07-2011 – 18-08-2011 | Omlægges midlertidigt i retning mod Nordhavn st. ad Nørrebrogade – Dronning Louises Bro – Øster Søgade – Fredensbro – Fredensgade. Omlægningen skyldes vejarbejde og spærring af Fælledvej. |
| 10-10-2012 - 01-01-2013 | Omlægges i retning mod Nordhavn st. fra H.C. Ørsteds Vej ad Thorvaldsensvej - Bülowsvej - Rosenørns Alle til H.C. Ørsteds Vej. Omlægningen skyldes ensretning af H.C. Ørsted Vej. |
| 14-01-2013 - 15-04-2013 | Omlægges fra Nordhavn st. ad Østbanegade - Kalkbrænderihavnsgade - Vordingborggade til Strandboulevarden. Omlægningen skyldes etablering af vandledning fra Strandboulevarden til en ny krydstogtterminal i Nordhavnen. |
| 24-03-2013              | Der indføres natdrift, så der fremover køres hele døgnet hele ugen. Natdriften erstatter hele linje 80N, der nedlægges. |
| 18-02-2018              | Omlægges ad Borgbjergsvej > Mozarts Plads >(/< Sigvald Olsens Gade < Louis Pios Gade <) - Borgmester Christiansens Gade - Ellebjergvej - Stubmøllevej. Omlægningen skyldes metrobyggeri ved Mozarts Plads. |
| 13-10-2019              | Linjen nedlægges og erstattes af linje 1A, 9A og 14 på forskellige dele. Ændringen sker på grund af åbningen af Cityringen og indførelsen af Nyt Bynet. |